# Dissotis falcipila
Dissotis falcipila är en tvåhjärtbladig växtart som beskrevs av Ernest Friedrich Gilg. Dissotis falcipila ingår i släktet Dissotis och familjen Melastomataceae. Inga underarter finns listade i Catalogue of Life.